# 5453 Zakharchenya
5453 Zakharchenya eller 1975 VS5 är en asteroid i huvudbältet som upptäcktes den 3 november 1975 av den ryska astronomen Tamara Smirnova vid Krims astrofysiska observatorium på Krim. Den har fått sitt namn efter Boris Petrovich Zakharchenya.
Asteroiden har en diameter på ungefär 4 kilometer och den tillhör asteroidgruppen Flora.